# Walking on Thin Ice (album)
| Recensione       | Giudizio |
| ---------------- | -------- |
| Allmusic         | [ 1 ]    |
| Robert Christgau | A        |
| Rolling Stone    | (nc)     |

Walking on Thin Ice è una raccolta di Yōko Ono che include brani del periodo 1971-85. Il disco fu pubblicato dalla Rykodisc nel 1992, insieme al box set Onobox. Le note includono un saggio della Ono, estratti dal suo libro Grapefruit, e citazioni su di lei di artisti quali David Bowie, Eric Clapton e Cyndi Lauper.

## Tracce
1. Walking on Thin Ice – 6:00
2. Even When You're Far Away (Edit) – 4:12
3. Kiss Kiss Kiss – 2:40
4. Nobody Sees Me Like You Do – 3:33
5. Yang Yang (Remix) – 3:48
6. No, No, No (Edit) – 2:41
7. Death of Samantha (Remix) – 5:05
8. Mindweaver (Edit) – 3:27
9. You're the One (Extended) – 4:26
10. Spec of Dust – 3:32
11. Midsummer New York (Edit) – 2:15
12. Don't Be Scared (Extended) – 3:51
13. Sleepless Night (Extended) – 3:52
14. Kite Song (Remix) – 2:48
15. She Gets Down on Her Knees – 4:10
16. Give Me Something – 1:34
17. Hell in Paradise (Remix) – 3:38
18. Woman Power (Remix) – 5:36
19. O'Oh – 4:01